# Tomahawk (Alberta)
Pour les articles homonymes, voir Tomahawk.
Tomahawk est un hameau (hamlet) du Comté de Parkland, situé dans la province canadienne d'Alberta.

## Démographie
En tant que localité désignée dans le recensement de 2011, Tomahawk a une population de 65 habitants dans 30 de ses 31 logements, soit une variation de 0.0% par rapport à la population de 2006. Avec une superficie de 0,377 9 km2, le hameau possède une densité de population de 172,003 2 hab/km2 en 2011.
Concernant le recensement de 2006, Tomahawk abritait 65 habitants dans 26 de ses 27 logements. Avec une superficie de 0,377 7 km2, le hameau possédait une densité de population de 172,1 hab/km2 en 2006.